# Acronia luzonica
Acronia luzonica là một loài bọ cánh cứng trong họ Cerambycidae.